# Kerkstraat (Voorburg)
De Kerkstraat is een straat in de Nederlandse plaats Voorburg. De straat loopt vanaf de Herenstraat tot de Zuid Vliet (of Rijn-Schiekanaal) met over de Kerkbrug de Westvlietweg. Zijstraten van de Kerkstraat zijn de Sionsstraat, Raadhuisstraat en de Kleine Laan. De straat is ongeveer 260 m lang. Ook heeft de Kerkstraat nog een zijtak van ca. 60 meter en die uitkomt op de Kleine Laan.
Aan de Kerkstraat bevinden zich tal van rijks- en gemeentemonumenten. Een daarvan is Hoekvliet, een voormalige buitenplaats en parfumfabriek.

## Fotogalerij

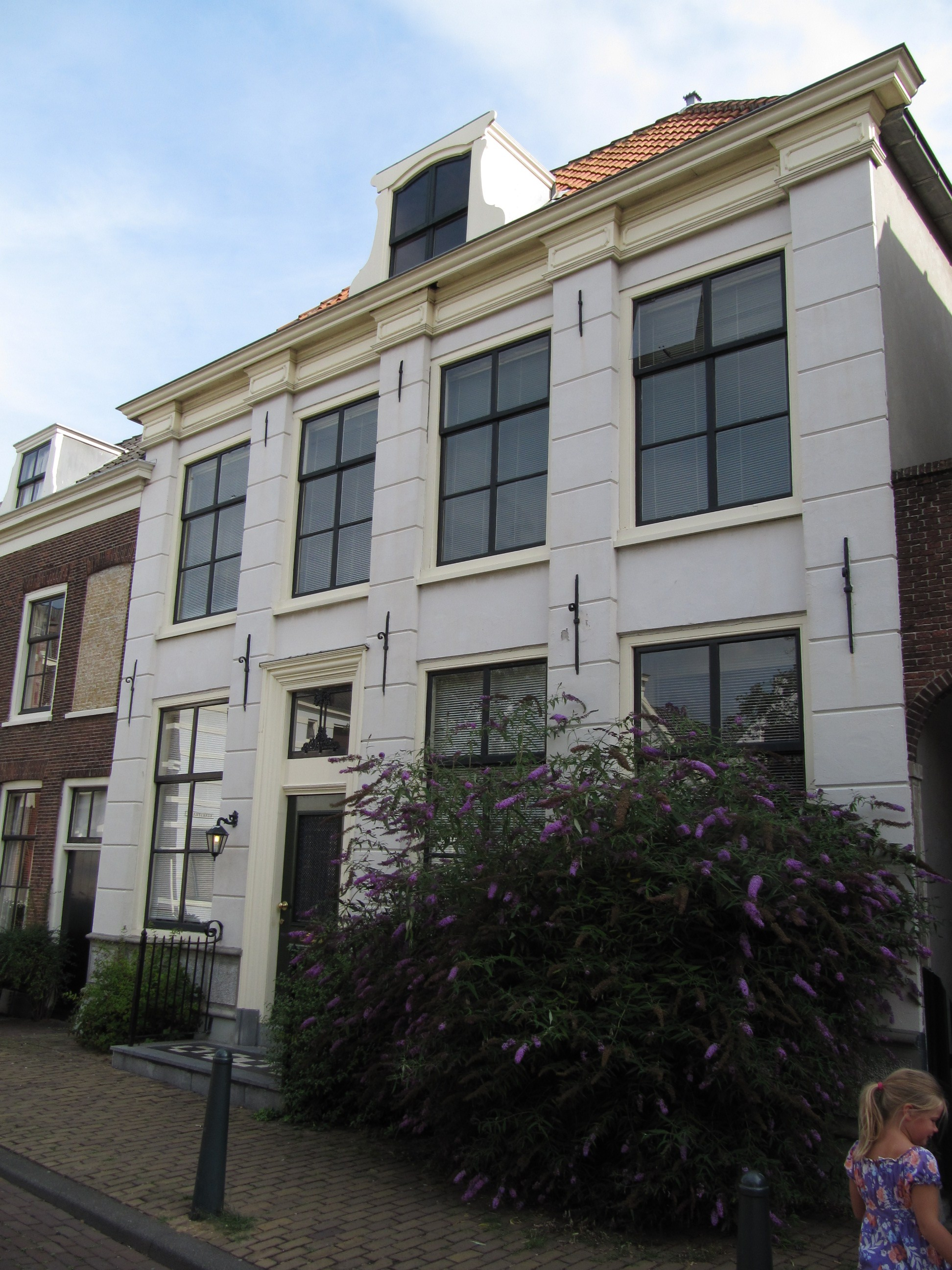
Kerkstraat 42 (rijksmonument)
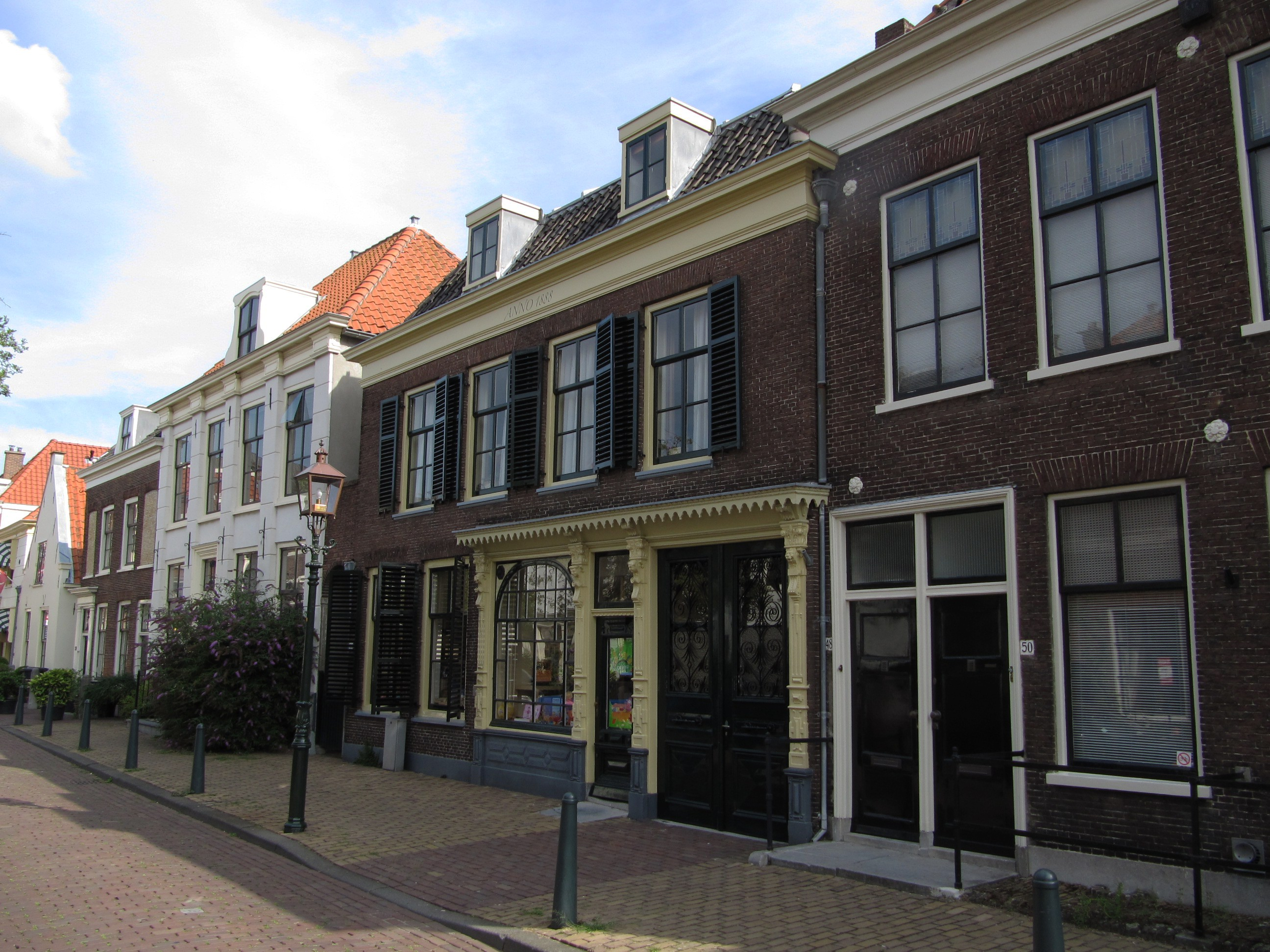
Kerkstraat 44-48 (rijksmonument)
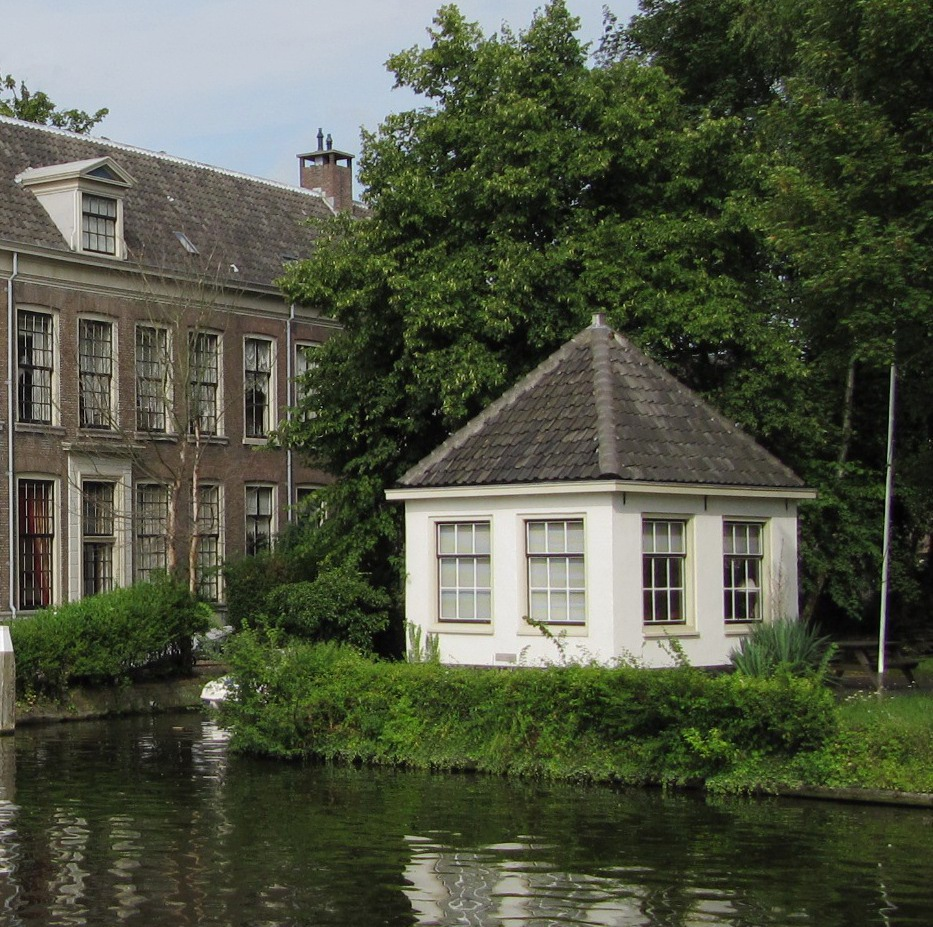
Speelhuisje op het terrein van het huis "Middendorp" aan de Vliet, bij Kerkstraat 65 (rijksmonument)
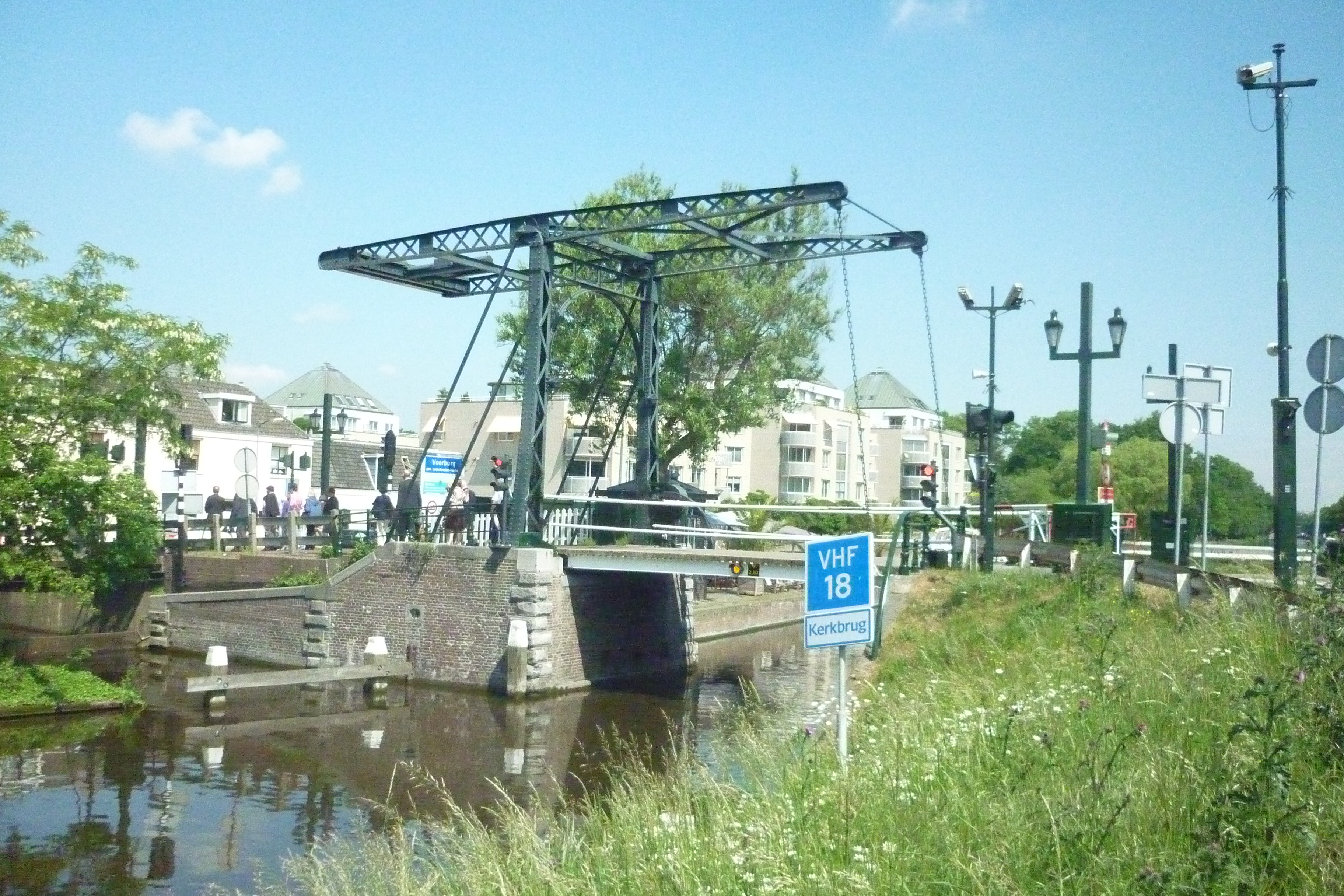
Kerkbrug over de Vliet
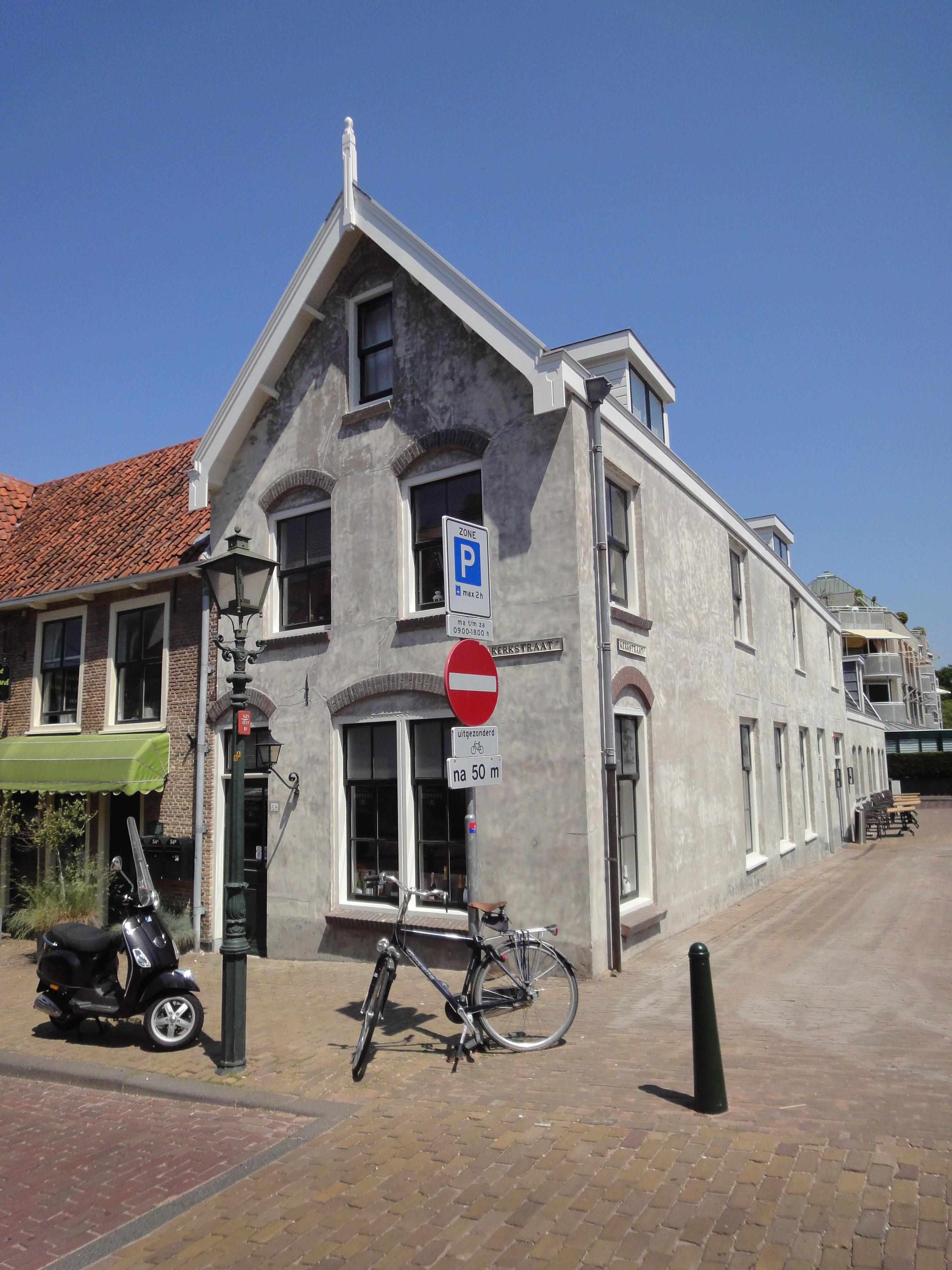
Voormalige fabriek aan Herenstaat 58 (gemeentemonument)

Herenstraat ·
Kerkstraat ·
Oosteinde · 
Schoolstraat ·  
Sionsstraat